# Asociación Deportiva Belén
L'Asociación Deportiva Belén è stato un club calcistico costaricano.

## Storia
L'Asociación Deportiva Calle Flores, fu la prima squadra rappresentativa del cantone, ottenne il campionato ANAFA nel 1987, partecipò due anni alla Segunda División, poi sparisce fondandosi l'Asociación Deportiva Belén nel 1990, la prima partita dei belemitas fu domenica 4 ottobre 1990 nello stadio Luis Angel Calderón de Puriscal, i locali vinsero 2-0.
La squadra di Belén è stata protagonista di 2 finali, la prima si diede nel torneo 92-93, contro l'AD Sagrada Familia, la domenica 8 agosto 1993, i florenses vinsero 4 a 1, ed una settimana più tardi nello stadio Teodoro Picado i capitalinos vinsero per 1 a 0, furono i belemitas, dalla mano del Tecnico Armando Rodríguez che ascesero alla massima categoria. Partecipò per 5 stagioni a questa categoria e dopo ritornò alla Liga de Ascenso.
Nel 2004 vinse il torneo di clausura, che gli diede l'opportunità di giocare un'altra finale, in questa occasione contro il Cartagena, vincitore del torneo di apertura, gli heredianos diretti da Mario Solís, ottennero il secondo titolo, nello stadio Rosabal Cordero, vinsero 2 a 3 ed ele polisportivo di Cartagena, caddero 1 a 0, la serie si definì ai rigori a beneficio dei visitatori.
In questo nuovo ritorno alla prima divisione, rimasero solo una stagione, diventando la sesta squadra nel durare una sola stagione nella divisione di onore, Rohrmoser nel 1971, il Carmen di Alajuela nel 1983, Guanacasteca nel 1996, Turrialba nel 1970, e Curridabat nel 1985 e 1987.
L'AD Belén ha anche apportato giocatori al torneo nazionale, il caso più importante è stato il giocatore Esteban Bolaños, e nonostante Roberth Garbanzose si formasse nell'Herediano, fu nel Belén dove si fece conoscere.

## Palmarès

### Competizioni nazionali
- Segunda División de Costa Rica: 3

1992-1993, 2003-2004, 2010-2011